# Rik Frans
Henri (Rik) Frans (Brugge, 20 juli 1963) is een Belgisch politicus voor de N-VA.

## Levensloop
Hij doorliep zijn secundair onderwijs aan het Provinciaal Instituut voor Technisch Onderwijs (PITO) te Stabroek, vervolgens studeerde hij voor onderwijzer aan het H. Pius X-Instituut-Bisschoppelijke Normaalschool te Antwerpen.
Na het volbrengen van zijn legerdienst ging hij aan de slag als leerkracht lager onderwijs in de Gemeentelijke Basisschool De Rekke te Hoevenen. Na 15 jaar werd hij directeur-beheerder aan het Instituut Spijker te Hoogstraten en vervolgens van de Gemeentelijke Basisschool Kadrie te Kalmthout.
In de aanloop naar de lokale verkiezingen van 2006 werd hij politiek actief en richtte hij een N-VA-afdeling op te Stabroek. Met weinig succes echter, de partij bleef steken op 284 stemmen (2,3%). Henri Frans zelf verzamelde als lijsttrekker 71 voorkeurstemmen, te weinig om verkozen te worden. Bij de lokale verkiezingen van 2012 was hij opnieuw lijsttrekker voor deze partij en behaalde 989 voorkeurstemmen. Na de verkiezingen werd hij aangesteld als burgemeester, hij leidt een coalitie van CD&V en N-VA. Bij de gemeenteraadsverkiezingen van 2018 behaalde Frans 2100 voorkeurstemmen. Hij bleef burgemeester met dezelfde coalitie. Bij de lokale verkiezingen van oktober 2024 strandde N-VA op de tweede plaats, na de lijst Sterk2940, een verbond van CD&V, Vooruit en Groen. Het kwam tot een coalitie tussen beide partijen, waarbij Frans de sjerp diende af te staan aan Herman Jongenelen. Vervolgens werd hij in december 2024 voorzitter van het Bijzonder comité voor de sociale dienst.